# تشارلز نوريس كوكرين
تشارلز نوريس كوكرين هو مؤرخ وفيلسوف كندي، ولد في 21 أغسطس 1889 في Omemee, Ontario ‏ في كندا، وتوفي في 23 نوفمبر 1945 في تورونتو في كندا.